# Biando I
Biando I est l'un des 16 villages de la commune de Furu-Awa, située dans le département de la Menchum de la région du Nord-Ouest du Cameroun.

## Population
Au dernier recensement de 2005, le village comptait 422 habitants, dont 218 hommes et 204 femmes. En 2011, la population est estimée à 350 habitants dont 100 hommes et 120 femmes.

## Climat
Le village est soumis à un climat du type équatorial et comprend deux saisons : la saison des pluies, de mi-mars à mi-novembre, et la saison sèche, de mi-novembre à mi-mars. La pluviométrie annuelle est comprise entre 2 513 et 2 831 mm. Les pluies les plus abondantes ont lieu en août et s'accompagnent de températures froides. Les températures les plus fortes et les sécheresses sont observées généralement vers la fin du mois de février. La température annuelle moyenne est de 28 °C. Le climat est globalement favorable à l'agriculture.

## Sols et relief
Les sols sont argileux et sablonneux ; favorisant les coulées de boue et les glissements de terrain lors des très fortes pluies. Des sols volcaniques sont présents aux pieds des montagnes ; leur fertilité favorise l'agriculture. 

Le relief est accidenté et vallonné en raison de la présence d'une chaîne de montagnes volcaniques et de pentes recouvertes de forêts et de pâturages.

## Équipements
Le village a une école primaire.
En 2012, le village n'a pas de système de distribution d'eau potable, — l'alimentation se fait par une source à proximité —, ni de réseau électrique. Il n'est pas non plus desservi par le réseau de téléphone.

Le village n'est desservi que par des chemins ou des sentiers broussailleux, ce qui rend difficiles les déplacements entre villages et vers Furu-Awa.